# Ludovic Fazekas
Ludovic Fazekas (n. 1925 ) a fost un lider comunist român, membru al Partidului Comunist Român din 1945. A fost membru al Comitetului Politic Executiv al Partidului Comunist Român și ministru. Ludovic Fazekas a fost deputat în Marea Adunare Națională în sesiunile din perioada 1957 - 1989.
În anul 1966 a fost ales ca membru al Comitetului Central al PCR, iar ulterior a devenit prim-secretar al Comitetului Județean de Partid din județul Harghita.
În anul 1975 a fost ales ca membru al Consiliului de Stat al R.S. România.
După revoluția din 1989 a fost condamnat cu alți membri ai lotului CPEX dar în 1994 a fost grațiat de președintele Ion Iliescu.

## Distincții
- Medalia „A cincea aniversare a Republicii Populare Române” (24 decembrie 1952) „pentru lupta și munca duse în vederea făuririi, consolidării și prosperării Republicii Populare Române”[4]
- Ordinul Muncii clasa a III-a (13 octombrie 1953) pentru contribuția sa la „munca de pregătire și desfășurare a celui de-al IV-lea Festival Mondial al Tineretului și Studenților pentru Pace și Prietenie⁠(d)”[5]
- Medalia „Eliberarea de sub jugul fascist” (30 decembrie 1957) „cu ocazia celei de a zecea aniversări a proclamării Republicii Populare Romîne și pentru merite deosebite în îndeplinirea sarcinilor date de Partidul Muncitoresc Romîn, pentru merite deosebite pe tărîmul construcției de stat, economice, sociale, culturale și obștești”[6]
- Ordinul „Steaua Republicii Populare Romîne” clasa a IV-a (12 august 1959) „pentru merite deosebite în opera de construire a socialismului”[7]
- Medalia „40 de ani de la înființarea Partidului Comunist din Romînia” (6 mai 1961) „pentru merite în activitatea de partid și întărirea regimului democrat-popular”[8]
- Ordinul „Steaua Republicii Populare Romîne” clasa a IV-a (4 aprilie 1962) „pentru merite deosebite în munca de colectivizare a agriculturii și întărirea economico-organizatorică a gospodăriilor agricole colective”[9]
- Ordinul „23 August” clasa a IV-a (10 august 1964) „pentru merite deosebite în opera de construire a socialismului, cu prilejul celei de a XX-a aniversări a eliberării patriei”[10]
- Ordinul „Tudor Vladimirescu” clasa a V-a (30 aprilie 1966) „cu prilejul celei de-a 45-a aniversări de la înființarea Partidului Partidului Comunist din România, pentru merite deosebite în opera de construire a socialismului”[11]
- Ordinul Muncii clasa a II-a (4 mai 1971) „cu prilejul aniversării a 50 de ani de la constituirea Partidului Comunist Român, [...] pentru merite deosebite în opera de construire a socialismului”[12]
- titlul de Erou al Muncii Socialiste (7 mai 1981) „pentru rezultatele obținute în îndeplinirea cincinalului 1976–1980, pentru contribuția deosebită adusă la înfăptuirea politicii Partidului Comunist Român de făurire a societății socialiste multilateral dezvoltate în patria noastră, cu prilejul aniversării a 60 de ani de la făurirea Partidului Comunist Român”[13]
- Medalia comemorativă „A 40-a aniversare a revoluției de eliberare socială și națională, antifascistă și antiimperialistă” (20 august 1984) „pentru contribuția deosebită adusă la înfăptuirea politicii Partidului Comunist Român de făurire a societății socialiste multilateral dezvoltate în patria noastră, cu prilejul celei de-a 40-a aniversări a revoluției de eliberare socială și națională, antifascistă și antiimperialistă”[14]
- Ordinul „23 August” clasa I (10 octombrie 1986) „pentru contribuția adusă la înfăptuirea politicii partidului și statului de făurire a societății socialiste multilateral dezvoltate în patria noastră, cu prilejul împlinirii vîrstei de 60 de ani”[15]